# Cuándo sale un lucero
Cuándo Sale un Lucero é o décimo sétimo álbum de estúdio da cantora mexicana Lucero, lançado mundialmente em 20 de outubro de 2004 pela gravadora EMI Music. Foi o sexto álbum de estúdio do gênero mariachi e marcou o retorno da artista no mercado musical após dois anos priorizando a carreira de atriz. 
Cuándo Sale un Lucero conquistou o prêmio Orgullosamente Latino, na categoria Disco Latino do Ano, e obteve o certificado de ouro da Asociación Mexicana de Productores de Fonogramas y Videogramas.

## Antecedentes e desenvolvimento
Lucero grava álbuns de estúdio desde Él (1982). Posteriormente, cinco álbuns foram lançados pela gravadora Melody Records. Na década de 1990, iniciou a transição do gênero pop latino para mariachi e ranchera e prosseguiu lançando mais dez álbuns de estúdio. No entanto, ela havia dado uma pausa na carreira musical por um período de dois anos para se concentrar na carreira de atriz. Em janeiro de 2003, estreou no teatro interpretando a personagem principal do musical Regina e, segundo a mídia local, foi ovacionada pelo público presente. No segundo semestre, regressou aos estúdios cinematográficos integrando o elenco do longa-metragem Zapata: El sueño del héroe. Apesar disso, Lucero foi alvo duma repercussão negativa após ter justificado a atitude dum guarda-costas, que havia sacado uma arma contra alguns profissionais da imprensa num evento do musical Regina.
O ano de 2004 marcou o retorno de Lucero no mercado musical. Em julho, assinou um contrato com o selo EMI Music para a produção e distribuição de seus três álbuns seguintes. Na ocasião, ela revelou que o gênero do primeiro álbum seria Mariachi e expressou-se "confiante" numa repercussão positiva. Dois meses depois, as emissoras de rádios de México e Estados Unidos começaram a repercutir o single promocional do álbum, "Vete por Donde Llegaste (Jugo de Piña)". Em novembro, Lucero descreveu o álbum como "ranchero, dançante e romântico."

## Faixas
| Cuándo Sale un Lucero |                                          |                       |         |  |
| N.º                   | Título                                   | Compositor(es)        | Duração |  |
| 1.                    | "Vete Por Dónde Llegaste (Jugo de Piña)" | Domingo Rullo         | 3:39    |  |
| 2.                    | "Amanecí en Tus Brazos"                  | José Alfredo Jiménez  | 2:51    |  |
| 3.                    | "Pepe"                                   | Daniel Lemaitre       | 3:34    |  |
| 4.                    | "Entre la Espada y la Pared"             | Ricardo Arjona        | 3:18    |  |
| 5.                    | "No Llores"                              | Alberto Dominguez     | 2:59    |  |
| 6.                    | "Cielo Rojo"                             | Juán Zaizar           | 3:47    |  |
| 7.                    | "El Cable (Ven Papi)"                    | Mario Carniello       | 3:25    |  |
| 8.                    | "Sé"                                     | Darío Miranda         | 4:39    |  |
| 9.                    | "Libro Abierto"                          | Fidel Davalos Valadez | 2:39    |  |
| 10.                   | "Cuándo Sale la Luna"                    | Jiménez               | 3:17    |  |
| Duração total:        | Duração total:                           | Duração total:        | 34:11   |  |

## Créditos
Os créditos seguintes foram adaptados do portal AllMusic.
- Lucero – vocais
- Jose Guadalupe Alfaro – rítmica e viola de mão
- Justo Almario – sax
- Efrain Andrade – coro
- David Apelt – engenheiro e mixagem
- Ricardo Arjona – compositor
- Isaías G. Asbun – engenheiro
- Adolfo Pérez Butrón - fotografia
- Manuel Calderón – A&R
- Alejandro Carballo – trombone
- Mario Carniello – compositor
- Carlos Castro – engenheiro
- Edgar Cortázar – coro e vocais
- Andrea Cruz – designer gráfica
- Bernardino De Santiago – bajo sexto e rítmica
- Alberto Dominguez – compositor
- Ernesto Fernández – gravação
- Ramon Flores – trompete
- John Fumo – trompete
- Ismael Gallegos	– coro
- Marco Gamboa – engenheiro
- Juan Carlos Girón – guitarra e rítmica
- Jano – vocais
- José Alfredo Jiménez – compositor
- Daniel Lemaitre – compositor
- Armando Mafud – vestuário
- Ron McMaster – masterização
- Arturo Medellin – coordenação e supervisor de fotografia
- Rafael Padilla – percurssão
- Homero Patron – arranjo, coro, teclado, produtor e direção musical
- Jeannette Ruíz – designer gráfica
- Domingo Rullo – compositor
- Wade Short – baixo elétrico e rítmico
- Fidel Davalos Valadez – compositor

## Repercussão
Cuándo Sale un Lucero vendeu mais cinquenta mil cópias e, consequentemente, recebeu o certificado de ouro da Asociación Mexicana de Productores de Fonogramas y Videogramas. No ano de 2005, o álbum venceu a categoria Disco Latino do Ano da premiação Orgullosamente Latino, obtendo mais de três milhões de votos.